# NOAD in het seizoen 1967/68
Het seizoen 1967/1968 was het 14e jaar in het bestaan van de Tilburgse betaaldvoetbalclub NOAD. De club kwam uit in de Tweede divisie en eindigde daarin op de 13e plaats. Tevens deed de club mee aan het toernooi om de KNVB beker, hierin werd het team in de groepsfase al uitgeschakeld.

## Wedstrijdstatistieken

### Tweede divisie
|       | AGOVV | Baronie | SC Drente | EDO   | Excelsior | Fortuna | Gooiland | De Graafschap | Heerenveen | Helmond Sport | Hermes DVS | Hilversum | Limburgia | PEC   | Roda JC | Veendam | Wageningen | ZFC   | Zwolsche Boys |
| ----- | ----- | ------- | --------- | ----- | --------- | ------- | -------- | ------------- | ---------- | ------------- | ---------- | --------- | --------- | ----- | ------- | ------- | ---------- | ----- | ------------- |
| Thuis | 1 – 1 | 1 – 3   | 0 – 3     | 2 – 1 | 0 – 2     | 0 – 1   | 3 – 0    | 1 – 2         | 1 – 1      | 1 – 0         | 1 – 4      | 2 – 1     | 3 – 3     | 5 – 1 | 1 – 1   | 1 – 0   | 3 – 1      | 1 – 0 | 0 – 1         |
| Uit   | 4 – 1 | 1 – 2   | 4 – 0     | 3 – 2 | 1 – 1     | 0 – 0   | 1 – 1    | 2 – 3         | 3 – 0      | 0 – 0         | 2 – 2      | 0 – 3     | 3 – 2     | 0 – 3 | 2 – 0   | 2 – 0   | 3 – 2      | 1 – 1 | 3 – 4         |

### KNVB beker
| Groepsfase                                              | NOAD                      | 1 – 1 (1 – 1) | NAC              |
| 25 februari 1968 Plaats: Tilburg Gemeentelijk Sportpark | Cas Janssens 12'          |               | 9' Ferry Pirard  |
| Groepsfase                                              | Willem II                 | 1 – 1 (1 – 1) | NOAD             |
| 10 maart 1968 Plaats: Tilburg Gemeentelijk Sportpark    | Ger Saris 30'             |               | 21' Cas Janssens |
| Groepsfase                                              | Baronie                   | 2 – 1 (0 – 0) | NOAD             |
| 24 maart 1968 Plaats: Breda De Blauwe Kei               | Addy Brouwers Ad Holleman |               | Bart Stovers     |

## Statistieken NOAD 1967/1968

### Eindstand NOAD in de Nederlandse Tweede divisie 1967 / 1968
| Stand | Gespeeld | Gewonnen | Gelijk | Verloren | Punten | Doelpunten voor | Doelpunten tegen |
| ----- | -------- | -------- | ------ | -------- | ------ | --------------- | ---------------- |
| 13e   | 38       | 13       | 10     | 15       | 36     | 54              | 61               |

### Topscorers
| #      | Naam                  | Goal |
| ------ | --------------------- | ---- |
| 1.     | Bart Stovers          | 13   |
| 2.     | Cas Janssens          | 12   |
| 3.     | Ad Brekelmans         | 9    |
| 4.     | Jacques van Ranzow    | 5    |
| 4.     | Wil Uyens             | 5    |
| 4.     | Harrie van der Velden | 5    |
| 7.     | Henk Zieltjens        | 3    |
| 8.     | Frans van de Ven      | 2    |
| Totaal | Totaal                | 54   |

| #      | Naam         | Goal |
| ------ | ------------ | ---- |
| 1.     | Cas Janssens | 2    |
| 2.     | Bart Stovers | 1    |
| Totaal | Totaal       | 3    |

## Voetnoten
AGOVV · Baronie · SC Drente · EDO · Excelsior · Fortuna · Gooiland · De Graafschap · Heerenveen · Helmond Sport · Hermes DVS · Hilversum · Limburgia · NOAD · PEC · Roda JC · Veendam · Wageningen · ZFC · Zwolsche Boys